# Dexia pollinosa
Dexia pollinosa là một loài ruồi trong họ Tachinidae.